# Путник за Франкфурт
Путник за Франкфурт (издат 1970) је шпијунски роман Агате Кристи први пут објављен у Великој Британији од стране издавачке куће "Collins Crime Club" у септембру 1970. и у Сједињеним Државама од стране издавачке куће "Dodd, Mead and Company" касније исте године. Британско издање коштало је двадесет пет шилинга. У припреми за децимализацију 15. фебруара 1971. истовремено је била цена на омоту од 1,25 фунти. Америчко издање се продавало по цени од 5,95 долара.
Објављена је поводом Кристиног осамдесетог рођендана и, пребројавањем збирки кратких прича у Великој Британији и САД-у да би се достигла жељени укупан број, такође је рекламирана као њена осамдесета књига. То је последњи њен шпијунски роман. На почетку књиге налази се цитат Ијана Сматса „Вођство, осим што је велика маштовита сила, може бити ђаволско.“
Сер Стафорд Нај, средовечни дипломата, улази у свет шпијуна, двоструких агената и тајних скупина да би извршио промену у међународним средиштима моћи. Он упознаје жену која га је одабрала да јој помогне у кључној тачки када се временско кашњење променило па она и његов ваздухоплов слећу пре него што су кренули у Енглеску. Постоји много коментара о променама у свету, посебно о омладини факултетског узраста у Европи, Сједињеним Државама и Јужној Америци, касних 1960-их.
Роман је добио различите критике приликом објављивања и 1990. Године 2017. био је позитивно оцењен у есеју о нагађачким шпијунским трилер романима жена. Роман је један од само четири романа Кристијеве који нису добили прилагођавање никакве врсте, а остали су Смрт долази на крају, Непознато одредиште и Залеђе судбине.

## Радња
Лет сер Стафорда Наја кући из Малаје добија неочекивани преокрет када му се једна жена обратила у ваздушној луци у Франкфурту. Жена тврди да јој је живот у опасности те да јој је потребна његова помоћ. Нај пристаје да јој позајми свој путни огртач, пасош и карту за укрцавање. Колега из Лондона Хоршам из безбедности каже Нају да је његова акција у Франкфурту спасила Мери Ен живот. Сер Стафорд је чуо да је у ваздушној луци именована као Дафни Теодофанус. Нај је на вечери са својим пријатељем Ериком забринут за свој пословни углед. Мери Ен му враћа пасош залепљен у часопису у његовој пошти. Нај се оглашава у одељку за личне податке у новинама због тајанствене жене и потписује се као Путник за Франкфурт. Она одговара улазницама за оперу датим на дискретном састанку на мосту. Његова баба-тетка Матилда му наговештава страшну светску заверу која користи фразу музике Рихарда Вагнера у вези са опером Зигфрид (1876). Матилда открива да сада има жену у свом животу.
Опера Зигфрид је део Прстена Нибелунга од Вагнера. Тајанствена жена присуствује само другом чину и оставља Нају мелодију за младог Зигфрида означену на копији програма, побуду за оно што она ради. Он присуствује пријему у посланству који приређују амерички посланик и његова супруга Сем и Милдред Кортман. Мери Ен је тамо под својим правим именом грофица Рената Зерковски. Она нуди Нају превоз кући, али га уместо тога води у дом финансијера господина Робинсона где упознају пуковника Пајквеја, лорда Алтамаута, Џејмса Клика и Хоршама. Наја неко време нису видели пошто га је прихватила блиско повезана скупина британских обавештајаца да помогне у испуњавању задатака које је преузела Мери Ен. Пуно путују. Мери Ен упозорава Наја да је неко из њихове скупине вероватно издајник.
Неки верују да је пред крај Другог светског рата Адолф Хитлер отишао у менталну установу, срео се са скупином људи који су мислили да је Хитлер са једим од њих заменио места и тако преживео рат. Побегао је у Аргентину где се оженио и добио сина који је жигосан кукастим крстом на пети. Ово веровање охрабрује оне који желе да васкрсну веровања и начине нациста. Грофица верује да има тог дечака са тетоважом свастике. Причу обавештајној скупини је испричао психијатар др Рајхард, али они знају да је лажна. Хитлер није имао сина. Британска обавештајна скупина у неколико дугих поглавља објашњава како нацистички агитатори изазивају дрогу, промискуитет и студентске немире у Сједињеним Државама и Европи. Агитатори почињу да уносе анархију, нападају америчког посланика и француског маршала. Циљ је поновна изградња фашизма. Састанци у Паризу и Лондону описују кретање новца и оружја и њихове изворе и главне учсенике.
Најина баба-тетка леди Матилда одлази на сопствено путовање да посети своју школску другарицу грофицу Шарлоту фон Валдсаузен и сазнаје за Шарлотине планове да буде вођа фашистичког света које потом повезује са својом унуком. По повратку, Матилда прича свом пријатељу адмиралу Филипу Бланту о научнику професору Шорему који је измислио нешто што се зове пројекат Б или Бенво што је лек који људе чини алтруистичним, али може изазвати дугорочну промену. Шорем је имао мождани удар и не може добро да комуницира. Одложио је пројекат Б пре можданог удара. Обавештајна скупина се састаје у Шоремовом дому где он објашњава ограничења свог добронамерног пројекта. Клик, издајник у обавештајној скупини, покушава да убије лорда Алтамаунта отровом и бива блокиран тако да госпођица Елис, медицинска сестра Шорема, пуца у лорда Алтамаута који умире од потреса. Госпођица Елис је препозната као Мили Џин Кортман која је такође убила свог мужа. Насилни догађај доноси нову енергију Шорему који је одлучио да поново започне рад на свом пројекту. Он зове свог колегу Готлиба да поново покрене пројекат Бенво и такође организује споменик лорду Алтамаунту, једином политичару коме је икада веровао.
Последње поглавље је епилог где се Нај у Матилдиној кући припрема за предстојећи брак са Мери Ен. Наводни Хитлеров син је доведен у Енглеску ради нормалнијег живота и ускоро ће постати оргуљаш у њиховој цркви. Најева петогодишња сестричина Сибил биће деверуша на венчању. Нај заборавља кума, али тражи од Сибил да донесе панду коју јој је купио у франкфуртској ваздушној луци јер је од почетка "у њој".

## Ликови
- Сер Стафорд Нај: енглески дипломата од 45 година са смислом за хумор који га означава као непоузданог за неке у дипломатској заједници.
- Мери Ен: Грофица Рената Зерковски која је у разним стањима позната као Дафни Теодофанус. Она почиње као жена без имена када ју је Нај у ваздушној луци у Франкфурту. Она је активна чланица скупине која покушава да докаже да је грофица Шарлот погрешила, прикупљајући податке широм света. Хоршам каже да је њена мајка била Гркиња, а отац Немац, а деда је био аустријски поданик (у време царства). Обавештајна скупина је назива Мери Ен, што одражава њен разноврстан рад за њих.
- Панда: Нај купује плишану панду на поклон својој сестричини Сибил док је био у ваздушној луци.
- Леди Матилда Клекитон: Најева баба-тетка која је добро повезана и има тајанствену прошлост која јој је оставила толико пријатеља и контаката. Она предузима акцију да помогне свом унуку са лордом Алтамаунтом и својим путовањем у Баварску. Била је школска другарица богате и моћне грофице.
- Ејми Ледеран: медицинска сестра и помоћница леди Матилде.
- Гордон Четвинд: Сир Стаффордов познаник у пословници који каже Нају да је његова прича била у новинама.
- Хенри Хоршам: из Службе безбедности који обраћа пажњу на инцидент са Најем у ваздушној луци, одузет му пасош. Он је у одабраној скупини обавештајних агената који се састају у Робинсоновом дому.
- Пуковник Монро: ради у истој пословници као и Нај и разговара о Најевом догађају у ваздушној луци и истражује га.
- Ерик Пју: сер Стафордов познаник, школски друг који је добар у прикупљању података. Разговарали су када је био у Лондону пошто се вратио из Малаје и након његовог догађаја у ваздушној луци.
- Пуковник Ефрем Пајквеј: тешки пушач луле у пензији који је један од одабраних из обавештајне скупине која рада на блокирању нежељеног међународног покрета. Уверен је у сер Стафорда Наја. Лик се такође појавио у још два романа: Мачка међу голубовима (1959) и Залеђе судбине (1973).
- Сер Џорџ Пекам: министар који разговара са Пајквејем о Најевом догађају у ваздушној луци у Франкфурту. Брине се за Наја.
- Сем Кортман: Посланик Сједињених Држава у Уједињеном Краљевству, измишљен. Неколико дана после вечере убијен је на степеништу посланства у Лондону од стране супруге, касније се сазнало.
- Милдред (Мили Џин) Кортман: супруга америчког посланика који је домаћин вечере у амбасади.
- Господин Робинсон: Финансијер, мајстор међународних токова новца, како их изводити и како научити ко их ради. Он схвата да Шорем није спалио своје записе о важном пројекту већ их је негде склонио у трезор. Лик се појавио у три друга романа: Мачка међу голубовима (1959), У хотелу "Бертрам" (1965) и Залеђе судбине (1973).
- Лорд Едвард Алтамаунт: пензионисан из дипломатске службе као саветник и један од изабраних из обавештајне скупине. Умире од потреса када га је Мили Џин Кортман ранила метом.
- Сер Џејмс Клик: десна рука лорда Алтамаунта који препознаје обрасце. Радио је за Алтамаунта седам година, а ипак је он издајник у скупини који покушава да убризга Алтамаунту стрихнин, али га је Хоршам зауставио на састанку у кући професора Шорема. Даље покушава да дискредитује Мери Ен као Хуаниту када је препознао праву Хуаниту.
- Грофица Шарлот фон Валдсаузен: богата и моћна жена, веома дебела и са здравственим проблемима који отежавају ходање која живи у Баварској. Зову је и Велика Шарлот и била је школска другарица леди Матилде. Матилда је сматра као лик Брунхилд у опери Зигфрид Рихарда Вагнера. Она жели да промени светски поредак пошто јој је пријао нацистички приступ животу, приступ који је изгубљен у Другом светском рату. Рат је завршен 25 година пре ове приче.
- Франц Јозеф: млади Зигфрид под грофицом Шарлот. Леп, вешт говорник и музичар. Онај који води младе у анархију да разбију старо на путу ка новим, фашистичким путевима. Када је завера разбијена, сер Стафорд Нај га доводи у Енглеску да свира оргуље у његовој месној цркви.

Састанак у Паризу
- Сињор Вители: председник владе Италије. Он извештава о преокретима у својој земљи.
- Месје Коан: министар унутрашњих послова Француске. Састанак у Паризу поводом насилних друштвених превирања.
- Месје Гросжан: председник Француске. Састанак у Паризу поводом насилних друштвених преокрета у Француској и другим европским нацијама.
- Маршал: харизматични војни човек Француске који наваљује да ће се суочити са наоружаним групама младих људи. Ученици су га упуцали и ранили.

Састанак у Лондону
- Седрик Лезенби: председник владе Велик Британије који жели све да реши разговором између њега и вође другог народа.
- Адмирал Филип Блант: стари пријатељ леди Матилде. С обзиром на опције.
- Професор Екштајн: британски научник високог угледа, живчан у овом друштву високих државних званичника. Он има суморни резиме смртоносног оружја, ништа од помоћи за садашње стање.
- Хер Хајнрих Шпис: председник владе Немачке који се састаје са председником владе и неколицином из обавештајне скупине тако да чују причу о немачком психијатру.
- Др. Рајнхарт: Психијатар у Карлсруеу током рата и после, он представља причу групи да је Хитлер посетио његову болницу и пустио пацијента који је веровао да је Хитлер (психијатријска болест) да оде уместо њега. Остављеног болесника убрзо уклања његова породица.
- Клифорд Брент: један од тројице младића који посећују Наја у његовом стану, показујући да знају да је он један од њих, анархиста. Нај пушта побуду Зигфрида на свом диктафону и један од њих га препознаје.
- Џим Брустер: други од тројице младића.
- Родерик Кетели: трећи од тројице младића.

Састанак са професором Шоремом у Шкотској
- Професор Џон Готлиб: живи у Остину у Тексасу. Мери Ен га посећује да би га питала о пројекту Бенво, што значи доброћудни. Он зна да је Шорем уништио своје записе о пројекту неколико недеља пре него што је имао озбиљан мождани удар.
- Вођа ескадриле Ендруз: он је пилот који лети од стране обавештајне скупине (Хоршам, Алтамаунт, Клик, Монро, Робинсон), у кућу професора Шорема у Шкотској и помаже када ствари постану насилне.
- Професор Роберт Шорем: жртва можданог удара, слуша музику, не ради. Сматра се једним од најпаметнијих научника, обавештајна скупина га тражи због података о једном од његових последњих пројеката. Као и многи други ликови, он је добар пријатељ леди Матилде која га зове Боби.
- Лиса Нојман: тајница професора Шорема. Аустријанка која је са њим радила прво као техничка помоћница до његовог можданог удара.
- Хуанита: име по коме је позната опасна шпијунка и посвећени убица. Пронађена је у кући професора Шорема. Шорему је потребна медицинска сестра као и госпођица Нојман, а најновија је госпођица Елис. Њено право име је Мили Џин Кортман, супруга америчког посланика у Британији. Она је пуцала у лорда Алтамаунта када је Кликов покушај да га убије отровом омануо.
- Др Меккулох: тежи професору Шорему и види да је он спреман да поново ради након догађаја тог поподнева.

## Књижевни значај и пријем
Френсис Ајлс (Ентони Беркли Кокс) је за часопис Чувар (15. октобар 1970.) рекао: „Од свих идиотских конвенција које се везују за трилер, најглупља је замисао да кола која шибају иза угла великом брзином могу бити усмерена на намеравану жртву која је, сасвим невиђено, сишла са плочника на коловоз у тачно правом тренутку. Агата Кристи користи ово два пута у роману Путник за Франкфурт. У осталом, књига је углавном дискурс о омиљеној старој теми госпође Кристи, садашњем стању свет и његов поглед на будућност на које она гледа помало нејасно. Другим речима, за њену осамдесету књигу прилично озбиљније дело него иначе од ове ауторке."
Морис Ричардсон је текст за часопис Посматрач (13. септембар 1970) почео на следећи начин: „Њена осамдесета књига и [иако не] њена најбоља, веома далеко од њене најгоре“. Закључио је: „На тренутке се запитам да ли стара драга зна разлику између хипија и скинхедса, али она је и даље чудесно забавна. Очекујем да попусти за своју осамдесет прву.“
Роберт Барнард је за овај шпијунски роман рекао да је то „Последњи од трилера који клизи од невероватног ка незамисливом и на крају се завршава у несхватљивој збрци. Треба понудити награде читаоцима који могу да објасне крај. Брине се о младима узбуна 'шездесетих, дрога, нови аријевски поредак и тако даље, теме за које је Кристијева схватила, у најмању руку, несигурно (изгледа да има најчуднију замисао о томе шта значи израз 'Трећи свет', на пример) Колинс је наваљивао да поднаслови књигу 'Екстраваганца'. Може се смислити и други опис."

## Испитивање
Филис Ласнер пореди роман Путник за Франкфурт са хладноратовским романима Џона ле Кареа и романом Салзбуршка веза (1968) Хелен Мекинс. Ови романи поново процењују победу савезника у Другом светском рату и доводе у питање стабилност послератног мира. Романи драматизују забринутост своје епохе око поновног појављивања фашизма током Хладног рата. Ласнер посматра и роман Путник за Франкфурт и роман Салзбуршка веза као „нагађања политичке маште“.
И Кристијева и Мекинсова користиле су тропе типичне за шпијунску фикцију: „мушко вођство“, двоструке агенте и узбудљиве потере и бекства. Међутим, обе списатељице су ревидирале типичне родне улоге жанра шпијунске фантастике. Женски ликови у два романа играју важну улогу у истраживању и разговору о међународним кризама док писци шпијунске фантастике обично своде женске ликове на помоћнице или романтичне сметње за своје протагонисте.
Што се тиче Кристијеве, Ласнер примећује да је ово био далеко од њеног првог шпијунског романа. На почетку своје каријере, Кристијева је написала низ шпијунских трилера, као што су Тајни непријатељ (1922), Човек у смеђем оделу (1924), Велика четворка (1927) и Загонетка Седам бројчаника (1929). [7] Међутим, Путник у Франкфурт се разликује од других Кристиних романа јер није још један пример детективске фикције или крими фантастике. То је комбинација трилера и дистопијске фикције која истражује хипотетичку будућност за цео свет. Роман приказује поновно оживљавање нацизма које зависи од уједињења младих људи света под својом вером. Нови нацистички покрет и његови агенти заводе светску омладину обећањима о слави и јунаштву. Индоктринираном омладином се обмањује да ради на рушењу влада својих народа и да прераспоређује народна средства у подршку новом режиму. Стварни циљ завере је успостављање глобалне олигархије којом управља самозвани господарски род.
Ласнер такође примећује Кристин поглед на нацизам уопште. Четврти рајх у роману је приказан као ослањајући се на културу наркоманије, садизма, жудње за моћи и мржње. Могући успон овог Рајха на власт приказан је као пропаст уверења појединости и демократије заједно са повезаним друштвеним и политичким поретком. Тетка Матилда служи као пословично „извор мудрости“ роман јер примећује да Рајх није заснован на новим замислима већ на старим и понављајућим замислима: да сви морају следити „младог јунака“, „златног супермена", "младог Зигрфида". Нај одбацује теткина упозорења о нацизму као пуку машту. Матилда напомиње да су људи говорили исту ствар у међуратном раздобљу о Адолфу Хитлеру и о Хитлеровој омладини, али у то време, нацизам је планирао свој успон на власт кроз постављања пете колоне у различите земље, људи који страствено верују у нацистички вероисповести. Матилда тврди да би исте методе могле поново да функционишу у ери Хладног рата ако се нацистичка порука „довољно паметно понуди“.
Кристијева не ограничава опасности ере романа на „бригаде револуционарне омладине“ шездесетих година. Кристијева користи роман да критикује апатију старијег поколења док омладина тог доба изазива нереде широм света. Погон регрутовања за нови Дечји крсташки рат је (према Кристијевој) исход неуспеха послератних поколењаа (родитеља и бака и дека немирне омладине) да створе бољи или напреднији политички поредак. Старија поколења романа у суштини се држе „архаичног политичког поретка” који не нуди праве напредне замисли. Ласнер сматра да није случајно што роман почиње Стафордом Најом који дрема у ваздушној луци у Франкфурту и одражава његову повремену равнодушност према политичким променама у свету који га окружује.
Потрага грофице Ренате и Наја из касних 1960-их да зауставе „фашистички крсташки рат“ довела је до тога да путују из Велике Британије у дворац из 18. века који текст ставља у близину Берхтесгадена. Берхтесгаден је описан као "Хитлерова планинска јазбина". Шлос у роману служи као седиште грофице Шарлот фон Валдсаузен, место одакле она смишља стратегије за светску доминацију и покушава да претвори појединце у послушну масу. У роману се напомиње да је Шарлотино првобитно презиме било „Крап“. Кристијева је презиме намеравала да искористи као каламбур, повезујући негативца из романа са породицом индустријалаца Крап што је било од суштинског значаја за Хитлерову ратну машину. Грофица је приказана као да јасно подржава холокауст када се радо присећала смрти у плинским коморама и ћелијама за мучење. Њено лично богатство, неопходно за финансирање њених планова, описано је у роману као исход експлоатације светских природних средстава. Она је наводно зарадила ово богатство кроз експлоатацију и контролу над нафтом, бакром, рудницима злата у ЈУжноафричкој републици, наоружањем у Шведској, налазиштима уранијума, нуклеарним развојем и "огромним деловима" кобалта.